# Pisanie
Pisania e o inscripție sculptată în piatră, în lemn, în metal, pictată, etc, pe lespezile unor morminte sau deasupra ușii principale la intrarea într-o biserică, în care sunt consemnate datele privind hramul, donatorul, ctitorul, meșterul, data ridicării etc. Inscripția cuprinde de obicei o invocație religioasă, numele ctitorului sau a ctitorilor, data construirii, motivarea zidirii, împrejurările timpului și alte date.
Termenul provine din limba slavonă bisericeasă iar numeroase biserici și mănăstiri au pisania scrisă folosind alfabetul chirilic.

## Galerie

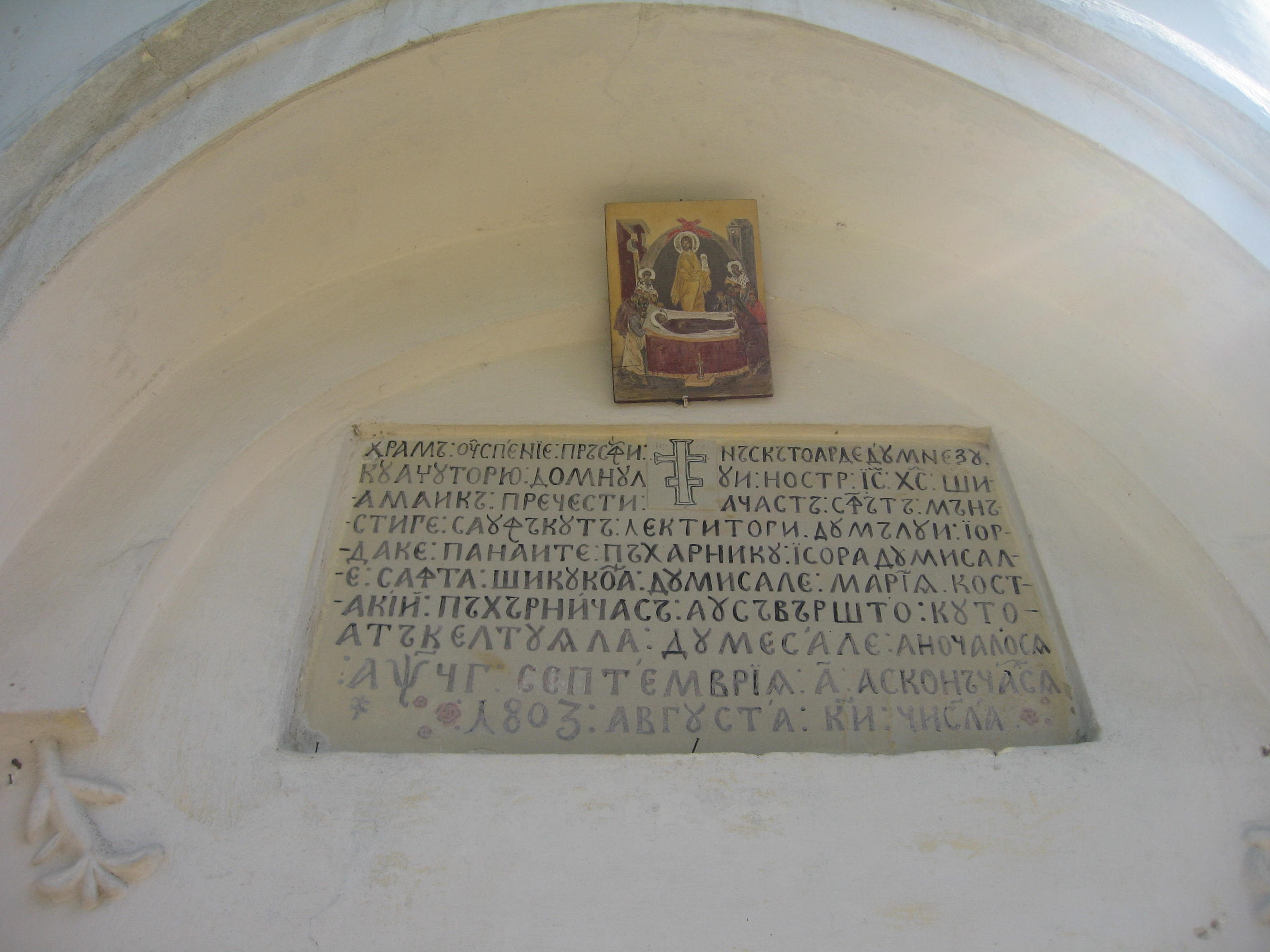
Pisania sculptată în piatră a Mănăstirii Vorona (Comuna Vorona, Județul Botoșani, România)
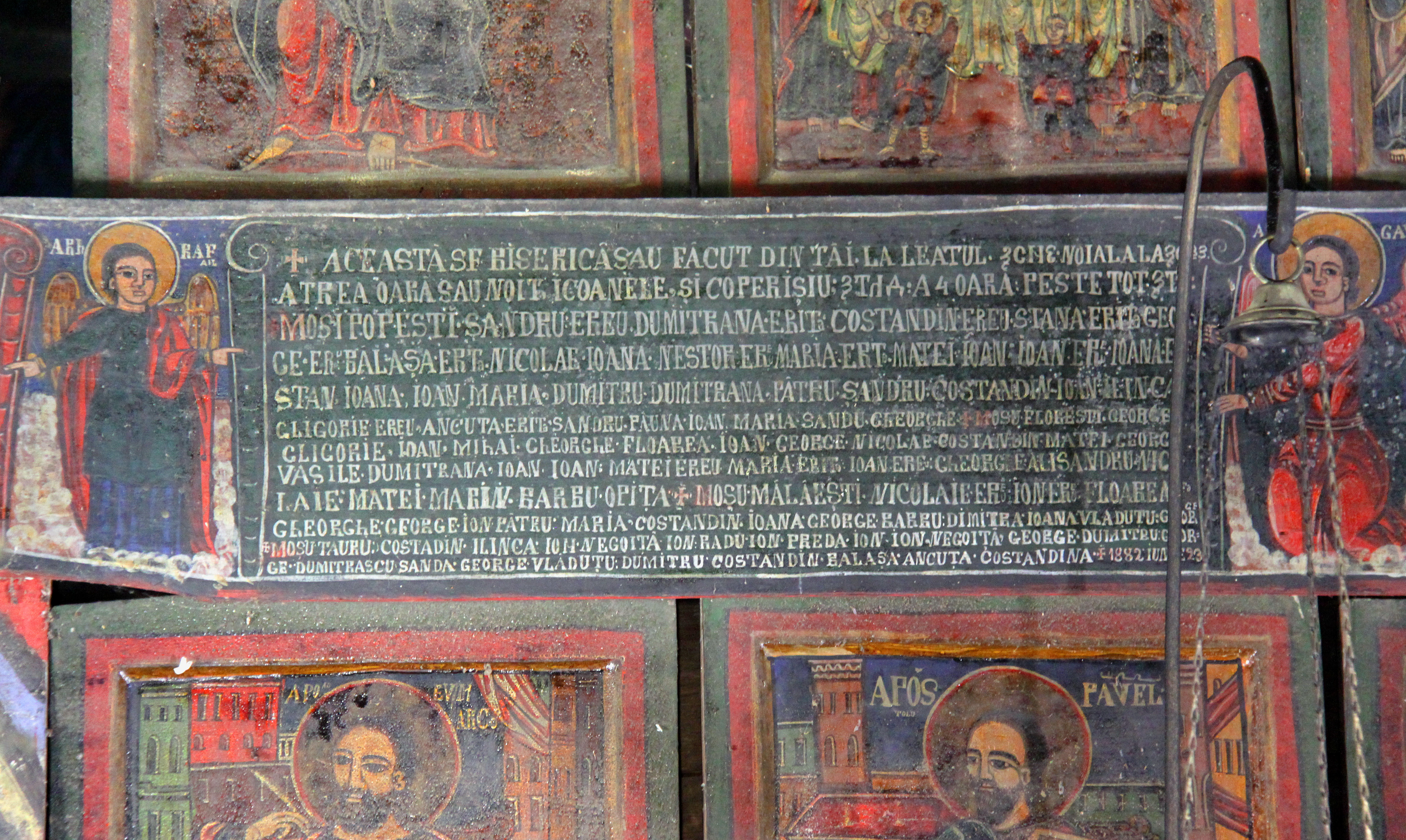
Pisania pictată a Bisericii din lemn din Floreșteni (Județul Gorj, România)
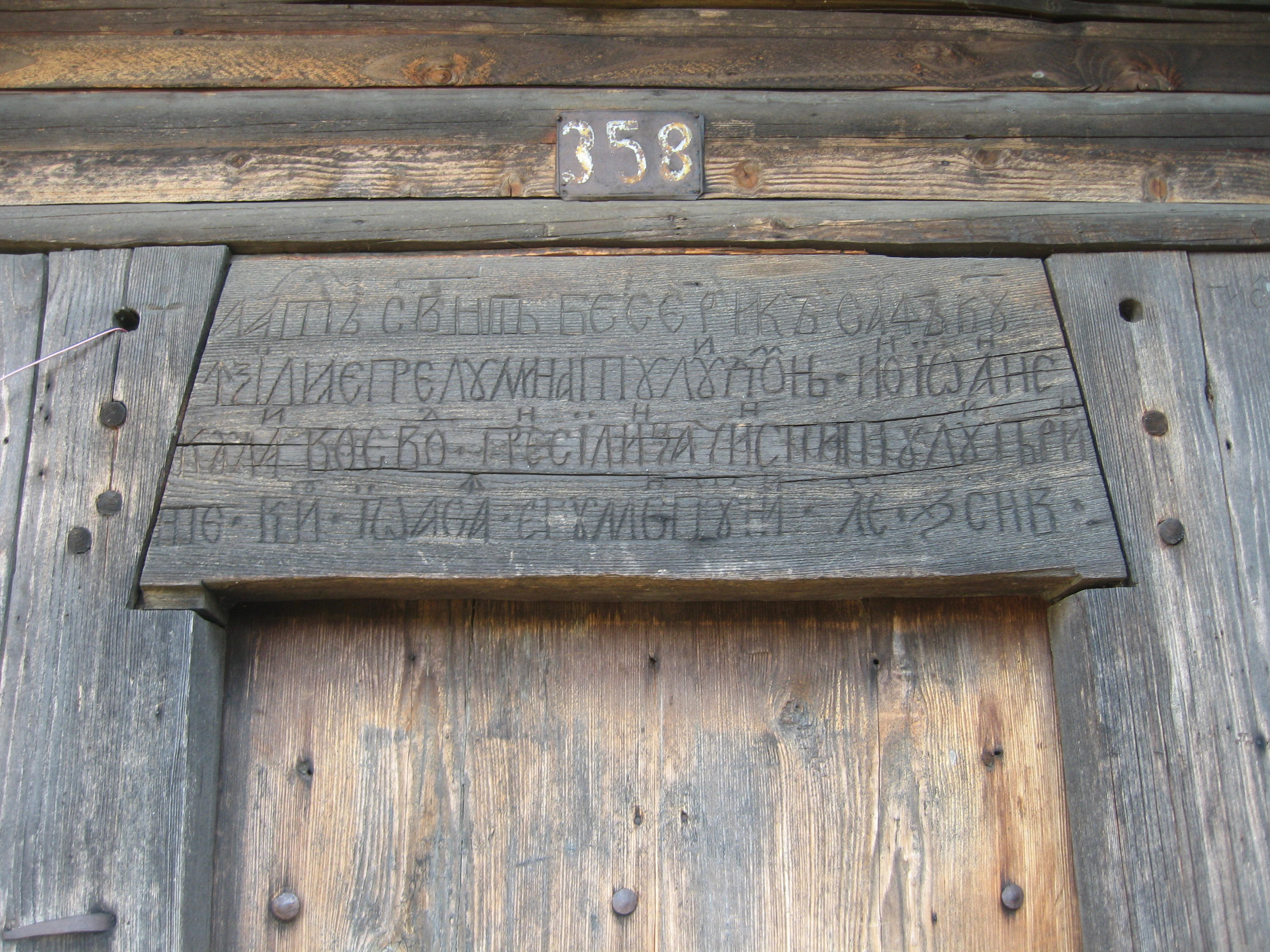
Pisania sculptată în lemn a Bisericii de lemn din Bilca (Bilca, Suceava County, Romania), datată în anul 7252 al erei bizantine
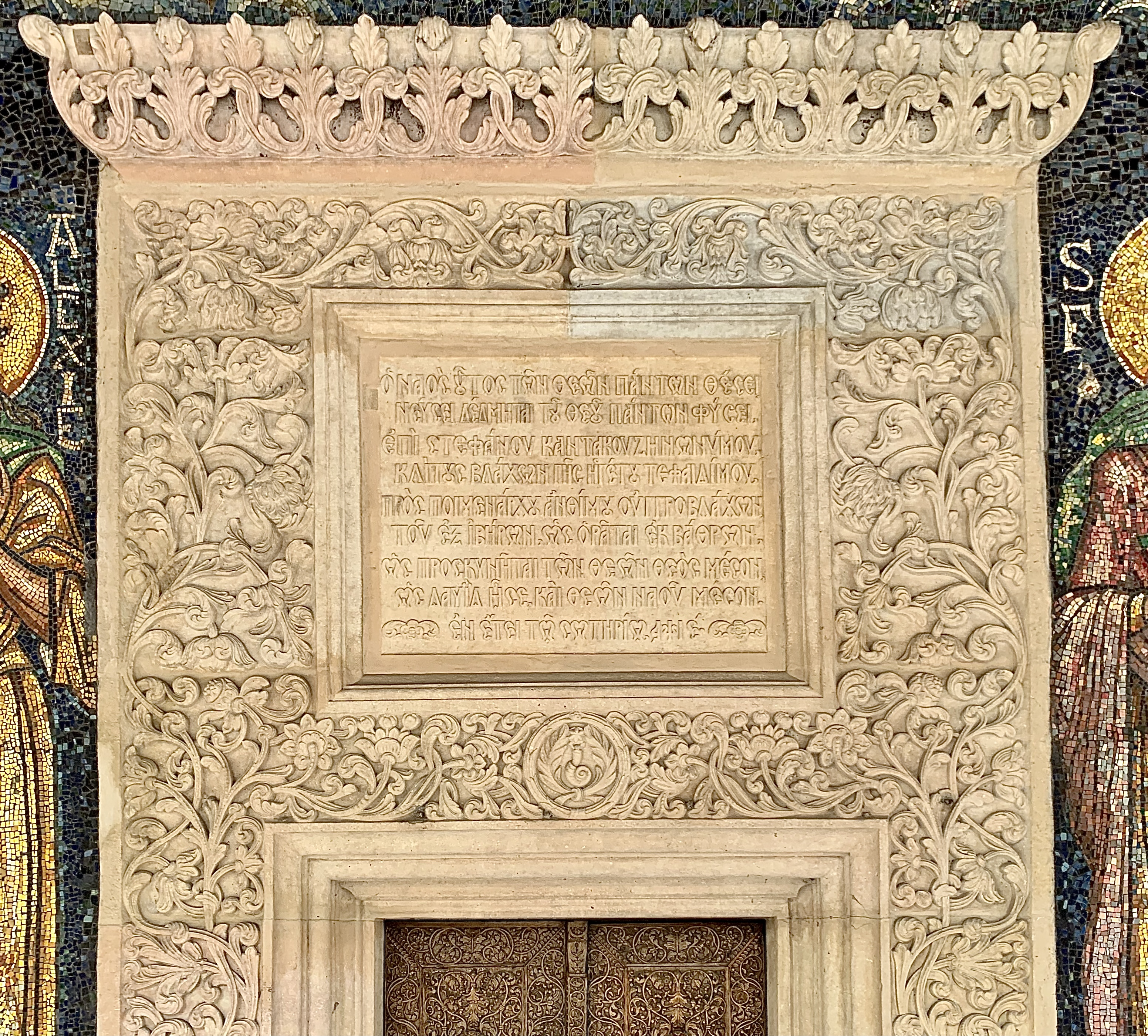
Pisania Bisericii Mănăstirii Antim din București